# The Song of Songs
The Song of Songs (br: O Cântico dos Cânticos) é um filme estadunidense de 1933, do gênero drama, dirigido por Rouben Mamoulian. O filme é baseado em romance do escritor alemão Hermann Sudermann, anteriormente adaptado para o teatro e dois longas-metragens na era do cinema mudo. Depois de cinco trabalhos sob as ordens de Josef von Sternberg, esta foi a primeira vez que Marlene Dietrich teve um novo diretor na Paramount Pictures.

## Sinopse
Com a morte do pai, a camponesa Lily vai viver com sua tia em Berlim. Lá, conhece o escultor Richard Waldow e ambos se apaixonam. Entretanto, o benfeitor de Richard, Barão von Merzbach, deseja casar-se com ela e compra a aquiescência da tia enquanto convence Richard que ele é incapaz de dar uma vida digna a Lily. Surpresa e desiludida com a fraqueza de Richard, Lily aceita o casamento. No castelo do barão, ela refina sua educação e tem tudo que quer, porém não é feliz.
Um dia, Richard vai visitá-los e conta a ela os ardis que o barão empregou para tirá-lo e à sua tia do caminho. Lily, então, finge ter um romance com Walter von Prell, que trabalha para seu marido. Porém, quando um incêndio destrói a casa de von Prell, Lily é vista saindo em meio às chamas e cai em desgraça. Após ser expulsa pelo barão, torna-se cantora de um cabaré, onde é encontrada por Richard.

## Elenco
| Ator/Atriz       | Personagem                 |
| ---------------- | -------------------------- |
| Marlene Dietrich | Lily                       |
| Brian Aherne     | Richard Waldow             |
| Lionel Atwill    | Baron von Merzbach         |
| Alison Skipworth | Senhora Rasmussen          |
| Hardie Albright  | Walter von Prell           |
| Helen Freeman    | Senhorita von Schwertfeger |